# Cambia la tua vita con un click
Cambia la tua vita con un click (Click) è un film del 2006 diretto da Frank Coraci.

## Trama
Michael Newman è un architetto talmente preso dal suo lavoro che finisce per trascurare la moglie, Dana, e i due figli, Ben e Samantha.
Un giorno d'estate del 2006, un commesso del Bed Bath & Beyond di nome Morty, dall'aria piuttosto bizzarra e simpatica, gli dona un telecomando universale con il quale può mandare avanti e indietro gli avvenimenti di tutta la sua vita. Con un solo click, Michael può quindi tenere sotto controllo la sua carriera e la sua vita. Il suo intento è infatti quello di usare l'apparecchio per semplificarsi la vita e arrivare alla tanto sospirata promozione a partner del suo datore di lavoro, John Ammer.
Grazie al telecomando, le cose vanno a gonfie vele: riesce a concludere un importante affare con una multinazionale giapponese e ciò potrebbe fargli raggiungere la promozione, ma quando scopre che dovrà aspettare ancora molto prima di poter essere premiato, decide di utilizzare il telecomando per saltare direttamente al giorno della promozione. Da quel momento, le cose iniziano a complicarsi: il telecomando sfugge al suo controllo, andando avanti automaticamente a ogni desiderio già espresso una volta da Michael. Per esempio, per aver voluto andare avanti nel tempo fino alla guarigione dal raffreddore, Michael andrà avanti nel tempo ogni volta che si ammalerà. 
Così, egli non può assistere alla crescita dei figli, che intanto conducono già una loro vita; senza neanche saperlo, scopre di aver dedicato tutta la sua vita al lavoro, motivo per cui lana lo lascia per risposarsi con l'ex allenatore di nuoto di Ben, Bill. Ma ancor più tragico è il fatto che, col trascorrere immediato degli anni, Michael non ha potuto stare in compagnia del padre, che intanto muore di vecchiaia: per poterlo rivedere ancora, Michael si riporta col telecomando al momento in cui lo vide per l'ultima volta, restando deluso di sé stesso per averlo totalmente ignorato e scacciato via mentre gli chiedeva di passare una serata insieme a lui e al figlio.
Tornato nel "presente", Morty rivela di essere l'angelo della morte, e Michael fugge usando il telecomando per arrivare ad un posto piacevole.
Il telecomando fa scorrere ancora gli anni, fino al matrimonio di suo figlio Ben. Qui, Michael avverte un malore e viene ricoverato in ospedale. Michael ha speranza di salvezza, ma quando il figlio gli dice di aver annullato il viaggio di nozze per lavoro, egli si sente in dovere di richiamarlo sulla famiglia, spingendosi addirittura ad alzarsi dal lettino d'ospedale, nonostante Morty gli dica che "non è ancora il suo momento", morendo per strada sotto gli addolorati sguardi della ex moglie e dei figli.
Fortunatamente, Michael si risveglia sul letto del Bed Bath & Beyond dove ha incontrato Morty e la sua felicità è al massimo livello notando che è ancora giovane, che la sua famiglia è ancora quella di prima e che suo padre è ancora vivo. La storia si conclude con Michael che, notando che il telecomando esiste veramente e che gli è stato portato a casa da Morty (che lascia un biglietto di cordiali saluti), lo getta nella spazzatura, dopodiché corre entusiasta dalla sua famiglia.

## Elenco dei "salti temporali"
1966: Mentre Morty gli spiega il funzionamento del telecomando, Michael torna all'anno della sua nascita e assiste all'avvenimento come spettatore esterno.
1976: Michael rivede la sua infanzia in un campeggio e qui si scoprono le ristrettezze economiche in cui viveva la famiglia Newman durante la giovinezza di Michael: ad esempio, mentre tutti i suoi amici avevano un camper, i genitori di Michael solo una tenda. Si capisce quindi che è questo il motivo per cui Michael vuole avere successo nella sua società di architettura.
1994: Michael ritorna indietro nel tempo a vedere il suo primo bacio con Dana per ricordarsi il titolo del brano che c'era nel locale quella sera, ovvero Linger dei Cranberries.
2006: è l'anno in cui inizia il film. Michael è un promettente architetto molto dedito al lavoro per ottenere la tanto sospirata promozione a partner del suo capo, John Ammer.
2007: Michael usa il telecomando per arrivare direttamente al giorno della sua promozione. Qui scopre che è già passato un anno, che la sua assistente è cambiata e che il suo matrimonio è in fase di crisi a causa delle sue frequenti assenze di casa per il lavoro. Michael decide di non usare più il telecomando e si reca in ufficio, dove Ammer gli dice che ha intenzione di mollare "baracca e burattini" per trasferirsi in Marocco e che intende promuovere un giorno Michael come direttore generale. Il telecomando fa quindi scattare l'avanti veloce automatico.
2017: Michael si risveglia nella sua nuova casa e riceve una videochiamata di Ammer dal Marocco, con tanto di barba e turbante, che gli annuncia che è diventato direttore generale. Una volta alzatosi, Michael scopre di essere diventato obeso e va a trovare la sua famiglia: Ben è diventato anche lui obeso, Samantha un'adolescente ribelle sempre fuori casa, mentre Dana ha divorziato e si è messa con Bill, l'ex allenatore di nuoto di Ben. Michael cerca di riconquistare Dana, ma il cane di famiglia lo atterra e batte la testa. Il telecomando riparte.
2023: Michael si risveglia in ospedale con a fianco Dana, scoprendo di aver saltato altri sei anni, durante i quali ha avuto un infarto, il cancro, e si è sottoposto a tre liposuzioni. Scopre inoltre che Dana ha sposato Bill. Michael si reca poi alla sua azienda e la trova totalmente nuova e moderna. Poi incontra Ben, che è dimagrito e lavora da qualche anno come architetto alle sue dipendenze. Nell'ufficio del figlio, scopre che suo padre è ormai morto da due anni. Si reca quindi al cimitero e usa il telecomando per riportarsi all'ultima volta in cui lo vide, restando deluso da sé stesso per aver totalmente ignorato e cacciato via suo padre mentre gli chiedeva di passare del tempo insieme.
Tornato nel presente, Morty gli rivela di essere l'angelo della morte. Michael, spaventato, fa partire il telecomando chiedendogli di portarlo in un posto piacevole.
2030: Michael si ritrova al matrimonio di suo figlio Ben e come invitata c'è la cantante dei Cranberries. Mentre balla con Dana, Michael avverte un malore e viene ricoverato in ospedale. Qui arrivano Samantha e Ben, il quale annuncia di aver rimandato la luna di miele a causa di un certo "contratto Kensington", e poi esce dall'ospedale con la sorella. Michael, disperato, non vuole che il figlio commetta il suo stesso errore, così si alza dal letto per inseguirlo. Nonostante Morty lo avverta che sta rischiando la vita e che non è ancora il suo momento, Michael esce dall'ospedale e chiama il figlio, il quale lo soccorre insieme a Samantha, sua moglie Julia, Dana e Bill. Michael dice a Ben di non rimandare la luna di miele perché la famiglia viene prima, poi mostra a Dana un biglietto con la frase che le disse al loro primo appuntamento, facendole capire che il suo amore per lei non è mai svanito. Morty poi dice a Michael che "è ora di andare" e quest'ultimo si spegne tra le lacrime della sua famiglia. Segue poi un accecante lampo di luce.
2006 (di nuovo): Michael si risveglia nel negozio dove ha preso il telecomando e scoppia di gioia nell'apprendere che è ancora giovane, che la sua famiglia è ancora quella di prima e che suo padre è ancora vivo. Dopo aver ringraziato i genitori per quanto hanno fatto per lui, Michael torna a casa e annuncia che lascerà perdere la promozione per andare in campeggio per la festa del 4 luglio. Sul tavolo poi nota il telecomando e un biglietto di Morty, che gli ha scritto di volergli dare una seconda possibilità, sicuro che ora farà la scelta giusta. Michael, infatti, butta il telecomando nella spazzatura e corre entusiasta dalla sua famiglia.

## Produzione

### Riprese
Le riprese del film si sono svolte negli USA. Ecco alcune delle location in cui è stato girato il film:
- Brooklyn Bridge, New York City, New York, USA
- Downtown, Los Angeles, California, USA
- Glendale, California, USA
- Long Beach, California, USA
- Los Angeles, California, USA
- Manhattan, New York City, New York, USA
- Royce Hall - 340 Royce Drive, UCLA, Westwood, Los Angeles, California, USA
- Shaver Lake, California, USA; Shreveport, Louisiana, USA
- Sony Pictures Studios - 10202 W. Washington Blvd., Culver City, California, USA
- Thousand Oaks, California, USA

## Colonna sonora
I seguenti sono i brani scelti da Rupert Gregson-Williams come accompagnamento musicale del film:
- Magic - The Cars
- Do it Again - The Kinks
- Come Out and Play - The Offspring
- Cool - Gwen Stefani
- Everybody - Ric Ocasek
- I Feel the Earth Move - Carole King
- 22 Days - 22-20's
- Be Anything (But Be Mine) - Brooks Arthur
- Sequence Groove - ESP
- Give Up the Funk (Tear the Roof off the Sucker) - Parliament
- Match Game Theme
- Price Is Right Theme
- Theme from S.W.A.T. - Rhythm Heritage
- Yakety Sax - Boots Randolph
- Family Feud Theme
- $25,000 Pyramid Theme
- Mr. Fuzzy Gets Up - Zino and Tommy
- So Nice (Summer Samba) - Walter Wanderley.
- Show Me the Way - Peter Frampton
- Love Will Keep Us Together - Captain & Tenille
- Hold the Line - Toto

- No Sleep Till Brooklyn - Beastie Boys
- 20th Century Boy - T. Rex
- Everybody Wants to Rule the World - Tears for Fears
- Love Hurts - Nazareth
- More, More, More - Andrea True Connection
- Working for the Weekend - Loverboy
- I Love You - Lee Bernstein
- Home 3 - Christophe Beck
- With Plenty of Money & You - Tony Bennett
- Linger - The Cranberries
- I'm Gonna Live Till I Die - Frank Sinatra
- Someday - The Strokes
- Feeling's Got to Stay - Ric Ocasek
- Serious - The Mannequin
- The Best Things in Life Are Free - John Pagano
- Call Me Irresponsible - John Pagano
- Ultraviolet (Light My Way) - U2
- Making Love Out of Nothing at All - Air Supply
- You Get What You Give - New Radicals
- Love Isn't Always on Time - Foreigner

## Promozione
(Tagline del film)

## Riconoscimenti
- 2007 - Premio Oscar
  - Nomination Miglior trucco a Kazuhiro Tsuji e Bill Corso
- 2007 - MTV Movie Awards
  - Nomination Miglior performance comica a Adam Sandler
- 2007 - ASCAP Award
  - Top Box Office Films a Rupert Gregson-Williams
- 2007 - Artios Award
  - Nomination Miglior casting per un film commedia a Roger Mussenden
- 2007 - Kids' Choice Award
  - Miglior attore protagonista a Adam Sandler
  - Nomination Miglior film
- 2007 - Golden Reel Award
  - Nomination Miglior montaggio sonoro a J.J. George e Stuart Grusin
- 2007 - People's Choice Awards
  - Miglior film commedia
- 2006 - Teen Choice Awards
  - Nomination Miglior film commedia
  - Nomination Miglior film commedia estivo
  - Nomination Miglior attore in un film commedia a Adam Sandler
  - Nomination Miglior alchimia a Kate Beckinsale e Adam Sandler
  - Nomination Miglior fischio a Adam Sandler
- 2007 - Young Artist Awards
  - Nomination Miglior film commedia o musicale per la famiglia
  - Nomination Miglior attrice giovane 10 anni o meno a Tatum McCann

## Curiosità
- Cambia la tua vita con un click è stato girato con un nuovo modello di telecamera digitale, la stessa utilizzata per Superman Returns (2006), che consente di girare in maniera molto diversa dal solito, a un costo infinitamente più basso (tanto che le scene non vengono più interrotte dalla chiamata del regista ma si continua a girare senza fermare la pellicola per non interrompere la concentrazione degli attori) e con una resa qualitativa infinitamente più alta.[1]
- Nella sequenza relativa al matrimonio di Ben, si possono distintamente notare due torri, che spiccano dallo skyline notturno della Manhattan del futuro. Queste torri appaiono identiche all’attuale edificio principale del One World Trade Center, progettato da Daniel Libeskind nel 2005; il regista nel film girato nel 2006 ha voluto anticipare quello che nel 2014 sarebbe diventato il nuovo edificio simbolo di New York, riempiendo il vuoto lasciato dalle Twin Towers.[senza fonte]